# Thomas B. Dewey
Pour les articles homonymes, voir Dewey.
Thomas Blanchard Dewey, né le 6 mars 1915 à Elkhart en Indiana et mort en avril 1981 à Tempe en Arizona, est un écrivain de roman policier américain.

## Biographie
Après des études à l’université de l’Iowa, il travaille successivement à Chicago comme employé de bureau, à Hollywood en tant que directeur de cours par correspondance, à Washington au Département d'État des États-Unis, et à Los Angeles dans la publicité.
De 1952 à 1971, il se consacre à l’écriture de romans et de nouvelles de littérature policière.
Puis jusqu’en 1977, il est professeur à l’université d'Arizona.

## Son œuvre
Son premier roman Hue And Cry publié en 1944 met en scène un détective amateur, Singer Batts. Il sera le héros de quatre romans.
Puis Dewey crée « Mac », détective privé de Chicago. Son nom, « Robinson », n’est dévoilé que dans l’avant dernière histoire, The Love-Death Thing. Ce héros sans nom qui apparaît dans quinze romans influence Bill Pronzini et son Nameless, le « Détective Sans Nom ».
Enfin, à partir de 1957, il écrit neuf romans avec un nouveau détective, « Pete Schofield ».

## Œuvre

### SérieSinger Batts
1. Haro sur le prof !, (Hue And Cry, 1944), coll. « Haute Tension » no 10, 1963
2. As Good as Dead, 1946
3. Mourning After, 1950
4. Handle With Fear, 1951

### SérieMac
1. T'as bonne mine !, (Draw the Curtain Close, 1947), Série noire no 96, 1951, réédité en 1958 avec le titre Dame In Danger[1]
2. Every Bet's a Sure Thing, 1953
3. Priez pour moi, (Prey for Me, 1954, publié en Angleterre sous le titre The Case of the Murdered Model, 1959), Un mystère no 223, 1955
4. The Mean Streets, 1954
5. The Brave, Bad Girls, 1956
6. You've Got Him Cold, 1958
7. The Case of the Chased and the Chaste[2], 1959
8. Meurtre en duo, (The Girl Who Wasn't There, 1960), Un mystère no 550, 1960
9. How Hard to Kill, 1962
10. Chanson macabre, ( A Sad Song Singing, 1963), Série noire no 948, 1965
11. Don't Cry for Long, 1964
12. Portrait of a Dead Heiress, 1965
13. Un gros coup, (The Big Job 1965), nouvelle, Le Saint détective magazine no 135
14. Deadline, 1966
15. Tisane à l'oseille, (Death and Taxes, 1967) Série noire no 1206, 1968
16. L'Enragée, (The King Killers, 1968), Série noire no 1289, 1969
17. Paradis de poche, (The Love-Death Thing, 1969), Série noire no 1358, 1970
18. Fournaise, (The Taurus Trip, 1970), Série noire no 1434, 1971

### SériePete Schofield
1. And When She Stops, 1957
2. Fais-moi peur !, (Go To Sleep, Jeannie, 1959), Série noire no 690, 1962
3. Si j’avais Sue, (Too Hot For Hawaii, 1960), Un mystère no 591, 1961
4. The Golden Hooligan[3], 1961
5. La Conduite de Frisco, (Go Honeylou, 1962), Série noire no 890, 1964
6. The Girl With The Sweet Plump Knees, 1963
7. The Girl in the Punchbowl, 1964
8. Only on Tuesdays, 1964
9. Nude in Nevada, 1964

### Autres romans
- Mountain Girl, 1952, signé Cord Wainer
- Kiss Me Hard, 1954, signé Tom Brandt
- Run, Brother, Run!, 1954, signé Tom Brandt
- My Love Is Violent, 1956
- Dis-moi qui tu hais, (Hunter at Large, 1961), Un mystère no 574, 1961
- Can a Mermaid Kill?, 1965
- A Season of Violence, 1966

## Filmographie
- Runaway, épisode de la saison 1 de la série télévisée Bob Hope Presents the Chrysler Theatre, réalisé par Paul Stewart en 1964
- Traquenards, (Death Is a Double-Cross), adaptation du roman Every Bet's a Sure Thing, épisode de la saison 1 de la série télévisée Cannon, réalisé par Richard Donner en 1971